# Alexandru Lupescu (politician)
Alexandru Lupescu a fost politician român din secolul al XIX-lea, membru fondator al Partidului Național Liberal (PNL) din România, la data de 24 mai 1875.